# Movimento de Solidariedade Internacional
O Movimento de Solidariedade Internacional (MSI; em árabe: حركة التضامن العالمية) é um movimento liderado por palestinos focado em ajudar a causa palestina no conflito israelo-palestino. O MSI dedica-se apenas ao uso de protestos e métodos não-violentos. A organização apela aos civis de todo o mundo para que participem em atos de protestos não-violentos contra os militares israelitas na Cisjordânia e na Faixa de Gaza.

## História
Foi fundado em 2001 por Ghassan Andoni, um ativista palestino; Neta Golan, uma ativista israelense de terceira geração; Huwaida Arraf, palestino-americana; e George N. Rishmawi, um ativista palestino. Adam Shapiro, um americano, juntou-se ao movimento logo após a sua fundação e também é frequentemente considerado um dos fundadores.
Osama Qashoo também foi descrito como cofundador.
O grupo foi espionado pelo estado britânico com um membro do Esquadrão de Demonstração Especial, 'Rob Harrison', infiltrando-se no movimento de 2004 a 2007.

## Custos voluntários
De acordo com o site do MSI, os voluntários internacionais que ingressam no MSI são responsáveis por pagar suas próprias despesas e cobrir todas as suas despesas na Palestina.